# Sindrome di Warkany 2
La sindrome di Warkany 2, o trisomia 8, è una patologia genetica molto rara con un'incidenza di 1:30 000 nati vivi. La condizione spesso si conclude con un aborto spontaneo, tra i nati vivi sono presenti ritardi mentali, anormalità cranio-facciali e dell'apparato muscolo scheletrico, nonché problemi ai vari organi. Da non confondere con l'omonima sindrome cromosomica recessiva legata al cromosoma X. Entrambe le sindromi prendono il nome dal genetista e pediatra austro-americano Joseph Warkany che la descrisse nel 1961. In Italia è conosciuta anche come la sindrome Strafella-Andreone-Ferrarelli (unici detentori italiani).

## Eziologia
Generalmente la trisomia 8 deriva da una non-disgiunzione mitotica post-zigotica a carico del cromosoma 8.

## Caratterizzazione
La trisomia 8 completa provoca gravi effetti sul feto in via di sviluppo e può essere una causa di aborto spontaneo, tuttavia, la condizione a mosaicismo risulta meno grave e gli individui con una bassa percentuale di cellule colpite possono esibire una serie relativamente non grave di anomalie fisiche e di ritardo dello sviluppo.
Il fenotipo dei pazienti affetti da trisomia 8 è molto vario e dipende in parte dalla percentuale di cellule trisomiche presenti. Clinicamente si riscontra nella maggioranza dei casi un ritardo mentale di gravità variabile che può però, in una minoranza, essere del tutto assente. Tra i segni facciali si nota volto allungato, fronte prominente, occhi infossati, si riscontrano frequentemente dismorfismi a carico dei padiglioni auricolari che tendono ad essere ampi, labbra carnose ed eversione del labbro inferiore. La sindrome colpisce anche l'apparato scheletrico e quello muscolare. Frequenti scoliosi, ipotrofia muscolare, scapole alate, contratture articolari, alterazioni a carico di coste e sterno e piede torto. Il segno patognomonico di questa sindrome sono però profondi solchi sulla superficie plantare anteriore del piede, talvolta presenti anche sulla superficie palmare delle mani, accompagnati da profonde pliche palmari. Si possono riscontrare malformazioni a carico dell'apparato cardiovascolare, gastrointestinale, nervoso (agenesia del corpo calloso) e renale.
La trisomia 8 è uno dei principali fattori di rischio per lo sviluppo della sindrome mielodisplastica, malattia mieloproliferativa pre-neoplastica. Infatti le cellule mielodisplastiche presentano spesso quale anomalia cromosomica proprio la trisomia 8. Nei pazienti affetti da sindrome di Warkany 2 la sindrome mielodisplastica si verifica già in età giovanile.

## Diagnosi
L'anomalia cromosomica si riscontra in particolare nei linfociti durante i primi anni di vita, per cui il loro esame cromosomico effettuato dopo prelievo di sangue venoso è uno strumento fondamentale per la diagnosi della patologia. Tuttavia la trisomia si può presentare anche in altre linee cellulari, come i fibroblasti, il cui esame cromosomico è effettuabile solo dopo una biopsia cutanea. La diagnosi differenziale deve essere fatta con la osteo-onicodisplasia ereditaria, l'artrogriposi e la sindrome oto-palato-digitale.